# Freydís Eiríksdóttir
Freydís Eiríksdóttir (* 10. Jahrhundert; † 11. Jahrhundert) war eine Wikingerin.

## Leben
Freydís Eiríksdóttirs Leben ist in zwei Sagas überliefert, der Eiríks saga rauða und der Grænlendinga saga.
Der Überlieferung zufolge war Freydís die Tochter von Erik dem Roten (Eiríkr inn rauði), wobei sie gemäß der Eiríks saga rauða unehelich war, womit sie die Halbschwester von Leifr Eiríksson, Þorvaldr Eiríksson und Þorsteinn Eiríksson war. Sie gehörte den Grænlendingar an und lebte gemeinsam mit ihrem Mann Þorvarðr in Garðar in Grönland. Sie wurde als groß und herrschsüchtig beschrieben, ihr Mann hingegen als unbedeutend, den sie nur wegen seines Vermögens geheiratet hatte.
Sie nahmen laut der Eiríks saga rauða an der Expedition von Þorfinnr karlsefni nach Vinland teil. Bei dieser Expedition kam es zu einem Kampf zwischen den Grænlendingar und den Skrælingar, bei dem die Grænlendingar zu unterliegen drohten. Freydís fragte, warum die gestandenen Männer sich gegen die wertlosen Geschöpfe nicht verteidigen konnten. Obwohl sie schwanger war, nahm sie das Schwert eines Gefallenen, riss sich das Hemd auf und schlug mit dem Schwert gegen ihre nackten Brüste, woraufhin die Skrælingar flüchteten. In der Grænlendinga saga kommt sie im Kampf zwischen den Skrælingar und den Grænlendingar hingegen nicht vor. Diese Expedition wird auf die Jahre 1007 bis 1009 datiert.
In der Grænlendinga saga heißt es, dass im Jahr der Rückkehr von Þorfinnr karlsefni zwei Männer namens Helgi und Finnbogi nach Grönland kamen. Freydís lud die beiden ein, mit ihr nach Vinland zu fahren. Sie nahm jedoch heimlich mehr Männer mit als abgesprochen. Nach der Ankunft in Vinland verbot sie es den Brüdern, sich mit ihr in den Gebäuden ihres Bruders Leifr niederzulassen, die dieser während seiner Expedition einige Jahre zuvor gebaut hatte, weswegen sie sich ein eigenes Haus bauen mussten. Nachdem beide Gruppen anfangs noch miteinander Spiele gespielt hatten, zerstritten sie sich im Laufe des Winters. Nach einiger Zeit bat sie heimlich Finnbogi darum, ihr sein größeres Schiff zu überlassen, damit sie nach Grönland zurückkehren konnte, womit dieser sich angesichts der Streitigkeiten zufriedengab. Daraufhin kehrte sie zu ihrem Ehemann zurück und behauptete, dass sie die Brüder darum gebeten hatte, ihnen ihr Schiff abkaufen zu dürfen, woraufhin diese so wütend geworden sein sollten, dass sie sie geschlagen und misshandelt hätten. Sie meinte zu ihm, dass sie sich nach ihrer Rückkehr von ihm scheiden lassen würde, wenn er sie nicht rächen würde. Þorvarðr ließ daraufhin seine Männer, die in der Überzahl waren, die schlafende Mannschaft von Helgi und Finnbogi gefangen nehmen und gefesselt aus ihrem Haus führen, woraufhin Freydís alle Männer töten ließ. Zuletzt waren nur noch fünf Frauen übrig, die Freydís mit einer Axt tötete. Anschließend drohte sie ihren Begleitern an, dass sie jeden in Grönland töten würde, der von den Geschehnissen berichtete. Im Frühsommer kehrten sie nach Grönland zurück. Freydís bestach die Männer, auf dass sie ihren Mund hielten, aber zuletzt erfuhr Leifr doch davon und folterte drei Männer zu einem Geständnis. Er weigerte sich, seiner Schwester ihre verdiente Behandlung zukommen zu lassen, aber ließ sie und ihren Mann ächten. Diese zweite Expedition fand vermutlich in den Jahren 1010/11 statt.